# Chabi-Couma
Chabi-Couma è un arrondissement del Benin situato nella città di Kouandé (dipartimento di Atakora) con 7 935 abitanti (dato 2006).